# 埃里克王朝
埃里克王朝（瑞典語：Erikska ätten），中世紀瑞典歷史上的一個王朝，建立者是埃里克九世（亦稱為聖埃里克），存在自1150年至1220年，期間有幾位王位覬覦者，並和斯渥克爾王朝爭奪瑞典王位，战事长达半世纪。後來所有瑞典的國王幾乎都是埃里克王朝的後裔。
埃里克王朝擁護瓦納姆修道院，其中幾名成員都埋葬在那裡。
女性名字凱瑟琳 (名)（Catherine）似乎在埃里克王朝時期獲得青睞。